# Laci Kovač
Laci Kovač ali Ladislav Kovač (madžarsko Kovács László) je porabskoslovenski učitelj, pisatelj in amaterski igralec, voditelj porabske amatersko-igralske družbe Veseli pajdaši od leta 2006 na Madžarskem. * 15. december, 1950, Verica-Ritkarovci (Kétvölgy), Madžarska.

## Življenjepis
Rodil se je na Verici-Ritkarovcih (v tistem času je Vashegyalja), njegov oče je Madžar iz porabskega naselja Kradanovci, Vilmos Kovács, medtem ko je bila mati Slovenka, Marija Zankoč. Od 1970. let je učil v Števanovcih, kjer je bil tudi ravnatelj. Danes tudi tam dela kot učitelj. Od 2000. let igra v družbi Veseli pajdaši, ki jih je vodila Irena Barber. Do Barberjeve smrti Kovač vodi Vesele pajdaše in piše komedije le v prekmurščini (v porabskem narečju). Med 1998 in 2006 je bil župan v Števanovcih, v 1980. letih pa predsednik socialističnega sveta vasi.
12. decembra, leta 2010 je dobil nagrado A Nemzetiségi Hagyományok Átörökítéséért v Budimpešti, ki je edina nagrada za manjšine na Madžarskem.